# Новозеландський червоний кріль
Новозеландський червоний — типово м'ясна порода кролів.

## Історія
Порода виведена в США в 1910 році шляхом схрещування фламандського велетня, кролів породи бельгійський заєць і диких кролів, яких привезли з Нової Зеландії. Звідки і пішла назва породи. В 1916 році породу завезли до Європи.

## Біологічні характеристики

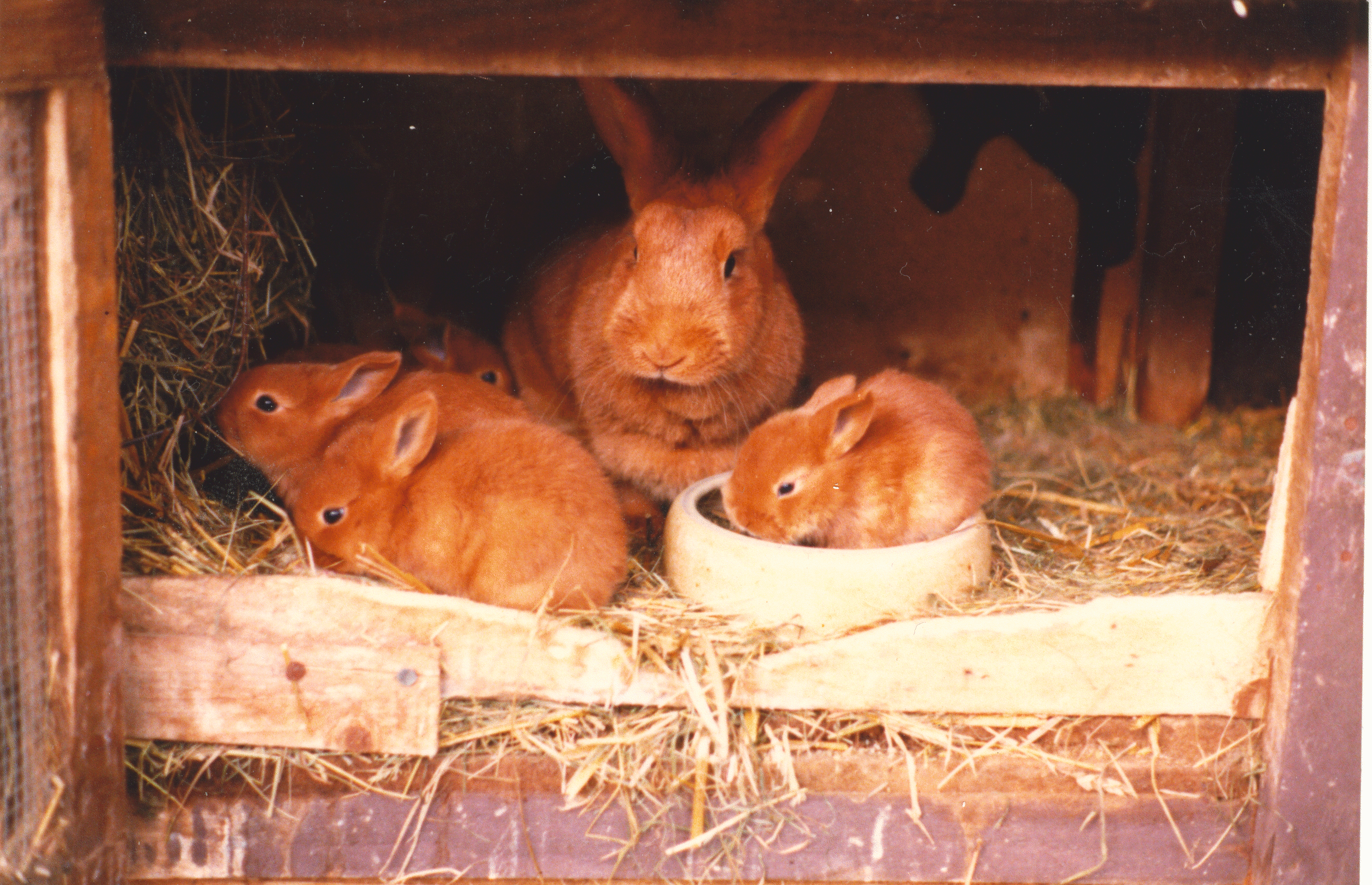
Новозеландські червоні кролики

Новозеландські кролики досить великі тварини, у довжину вони досягають 50 см, вага їх наближається до 5 кг. Тварини міцної статури, мають розвинену мускулатуру й дуже гарне хутро яскравого червоного кольору. Шкурки тварин із задоволенням використовують відомі модельєри. Хутро кролів густе й зносостійке, тому шубки з нього мають великий попит. Позитивна особливість червоних новозеландських кролів у тому, що вони легко пристосовуються до різних кліматичних умов і невибагливі в їжі. Самиці готові до розмноження у віці 4,5 місяця, і в одному приплоді буває до 10 кроленят.
Кроленята при бройлерному утриманні:
- 60 днів 1,8—2,0 кг
- 90 днів 2,9—3,0 кг

Багато лабораторій використовують новозеландських кролів як лабораторних тварин. Річ у тому, що організм цих тварин на багато препаратів реагує так само, як людський. У випробуваннях нових ліків, беруть участь більше мільйона тварин. На них тестують косметичні засоби й ліки проти таких важких захворювань, як рак, діабет та інші.

## Умови утримання в домашніх умовах
- Розмір клітки 120х60х60 см, з відділенням для гнізда;
- Рекомендується закрите утримання в приміщеннях без протягів, з вентиляцією, при температурі 15–17 °С (але не вище 25 °С);
- Освітлення не повинно бути занадто яскравим, інакше кролі можуть бути неспокійними і можуть навіть втрачати вагу. Тому клітки, розташовані на вулиці зазвичай затемняють, а приміщення облаштовують лампочкою 40 Вт.
- Зависокий рівень вологості нашкодить гарним шубкам тварин і може призвести до простудних захворювань, тому орієнтовним рівнем утримання є 60-70%[1].